# Великая хайлендская волынка
Великая хайлендская волынка (англ. Great Highland bagpipe; гэльск. a' phìob mhòr; IPA: [a ˈfiəp ˈvoːɾ]), букв. «великая труба») — разновидность волынки, родом из горной Шотландии (Хайленда) и шотландский аналог великой ирландской боевой волынки (ирл. píob mhór). Он получил широкое признание благодаря своему использованию в британских вооружённых силах и в трубных оркестрах по всему миру.
Волынка впервые засвидетельствована в Шотландии около 1400 года. Ранее она появлялась в европейских произведениях искусства в Испании в 13 веке. Самые ранние упоминания о волынке в Шотландии относятся к военному контексту, и именно в этом контексте великая хайлендская волынка утвердилась в британских вооружённых силах и получила широкое распространение, которым пользуется сегодня, в то время как другие традиции игры на волынке по всей Европе, начиная от Португалии и заканчивая Россией, почти повсеместно пришли в упадок к концу XIX и началу XX веков.
Хотя великая хайлендская волынка широко известна своей ролью в военных и гражданских оркестрах, она также используется для виртуозного сольного исполнения, называемого pìobaireachd, ceòl mòr или просто pibroch.
Хотя распространённое мнение устанавливает различные даты появления волынки в Шотландии, конкретные свидетельства ограничены примерно XV веком. Один клан до сих пор владеет остатками набора волынок, которые, как говорят, использовались в битве при Баннокбёрне в 1314 году, хотя достоверность этого утверждения оспаривается. Существует много древних легенд и историй о волынке, которые передавались через менестрелей и устные традиции, происхождение которых в настоящее время утрачено. Однако текстуальные свидетельства о шотландских волынках более определённы в 1396 году, когда в записях о битве при Норт-Инч (Battle of the North Inch) возле Перта упоминается о «боевых волынках», которые использовались в битве. Эти ссылки можно считать доказательством существования именно шотландских волынок, но свидетельство формы, характерной для высокогорья, появляется в стихотворении, написанном в 1598 году и позже опубликованном в The Complaynt of Scotland, в котором говорится о нескольких типах волынок, включая хайлендскую: «На хайлендских волынках Скотт и Хайбернике / Пусть наследником будет шрайхс из дэдли клэрионс» (скотс On hieland pipes, Scotte and Hybernicke / Let heir be shraichs of deadlie clarions).
В 1746 году, после того, как силы, лояльные ганноверской династии, разгромили якобитов в битве при Каллодене, король Георг II попытался ассимилировать Северо-Шотландское нагорье (Хайленд) в состав Великобритании, ослабив гэльскую культуру и шотландскую клановую систему, хотя часто повторяемое утверждение о том, что Акт запрета 1746 года (Act of Proscription 1746) запретил хайлендскую волынку не подтверждается ни самим текстом, ни какими-либо записями о каких-либо судебных преследованиях в соответствии с этим законом за игру на волынке или владение ею. Однако потеря власти и покровительства вождя клана и массовая эмиграция способствовали его упадку. Вскоре стало ясно, что из горцев получаются отличные войска, и во второй половине восемнадцатого века из горцев Хайленда было сформировано несколько полков. Хотя ранняя история волынщиков в этих полках не очень хорошо документирована, есть свидетельства того, что в этих полках были волынщики на ранней стадии, и есть многочисленные свидетельства того, что волынщики играли в битвах в течение 19 века, практика, которая продолжалась до Первой мировой войны, когда от неё отказались после первых сражений из-за высоких потерь.
Этот обычай наступления под аккомпанемент волынок был возрождён 51-й хайлендской пехотной дивизией во время штурма вражеских позиций в начале Второй битвы при Эль-Аламейне 23 октября 1943 года. Каждой атакующей ротой руководил волынщик, игравший мелодии, которые позволяли другим подразделениям узнать, к какому хайлендскому полку они принадлежат. Хотя атака была успешной, потери среди волынщиков были высокими, и они больше не использовались в бою во время войны. Билл Миллин, личный волынщик Саймона Фрейзера, 15-го лорда Ловата, был при высадке 1-й бригады специальной авиадесантной службы на Сорд-Бич 6 июня 1944 года в Нормандии. По просьбе Ловата он прошелся взад и вперёд по пляжу, играя на своих свирелях под огнём. Калгарийские хайлендеры заставили ротных волынщиков играть во время первого сражения подразделения в Нормандии в июле 1944 года, но также воздержались от повторного использования волынщиков до конца войны. В последний раз волынки использовались в бою в 1967 году во время чрезвычайной ситуации в Адене, когда 1-й батальон Аргайл-сатерлендского хайлендского полка (Argyll and Sutherland Highlanders) был введен в удерживаемый повстанцами район Кратер их майором-волынщиком, игравшим полковые марши.

## Устройство
Великая хайлендская волынка классифицируется как деревянный духовой инструмент, такой же, как фагот, гобой и кларнет. Хотя он также классифицируется как инструмент с двойным язычком, все трубы закрыты внутри деревянных «колодок», вместо того, чтобы играть непосредственно ртом, как на большинстве других деревянных духовых инструментах. На самом деле у великой хайлендской волынки четыре язычковые трубы: мелодическая трубка чантер (с двойным язычком), две теноровые трубы (один язычок) и одна басовая труба (один язычок).
Современный набор состоит из мешка, чантера, трубки для надувания мешка, двух теноровых трубок и одной басовой трубки.
Гамма чантера выполнена в миксолидийском ладу, который имеет уплощенную седьмую степень гаммы. Она имеет диапазон от одного целого тона ниже тоники до одной октавы выше неё. Трубы настроены на эту тоническую ноту, называемую А (в частности, А4). Девять нот гаммы чантера: «низкий G, низкий A, B, C (звучит как C♯), D, E, F (звучит как F♯), высокий G и высокий A». Однако высота звука большинства волынщиков и трубных оркестров в настоящее время составляет где-то около 470—480 Гц, что на самом деле резче, чем стандартная высота звука B♭4 при 466,16 Гц. Таким образом, гамма на самом деле звучит ближе всего к A♭, B♭, C, D, E♭, F, G, A♭, B♭ и может рассматриваться как транспонирующий инструмент ре-бемоль мажор. Исторически она действительно была более плоской, о чем свидетельствуют записи и сохранившиеся инструменты.
Музыка хайлендской волынки написана в тональности ре мажор, где до и фа являются диезами (несмотря на то, что в партитурах обычно не указывается тональность), однако только некоторые мелодии написаны в ре мажоре. Из-за отсутствия хроматических нот смена тональности также означает смену режимов; мелодии в миксолидийском ладу (чаще всего), ре мажор, си минор или иногда ми дорийского лада. По камертону (ноты на фортепиано) это будет си миксолидийский, ми мажор, до эолийский или иногда фа дорийский.
Традиционно некоторые ноты иногда слегка отклонялись от чистого строя. Например, в некоторых старых песнопениях D и высокая G были бы несколько резкими. Согласно Форсайту (1935), отверстия C и F традиционно просверливались ровно посередине между отверстиями для B и D и отверстиями для E и G соответственно, что приводило к отличию примерно на четверть тона от обычной интонации, что-то вроде «синей» ноты в джазе. Однако сегодня ноты чантера обычно настраиваются только интонационно на миксолидийскую гамму, причем G настраивается на седьмую гармонику, которая значительно более плоская, чем просто малая септима или равная темпераменту малая септима. Две теноровых трубки находятся на октаву ниже основного тона чантера (низкая А) и бас гудит на две октавы ниже.
Современные разработки включают надежные синтетические трости для труб, а также синтетические мешки, которые справляются с влагой, возможно, лучше, чем мешки из шкур.
Язычок чантера обычно изготавливается из тростника. Можно приобрести синтетическую трость для чантера, но это не очень распространено. Тростниковые трости меняют высоту тона по мере изменения уровня влажности, а это означает, что при игре они выходят из строя. До недавнего времени трубная трость тоже была тростниковой, но теперь многие дудочники заменили тростниковую трость синтетической. Тростниковые трубные трости невероятно ненадежны; они могут перестать работать без предупреждения, а также менять высоту звука во время воспроизведения. Синтетические трости гораздо надежнее, они проще в использовании и не меняют высоту звука, что означает, что как только трубы будут настроены друг на друга, они останутся теми же, и их нужно будет настраивать только на чантер.

## Материалы
Хайлендские волынки изначально изготавливались из таких местных пород дерева, как падуб, бобовник и самшит. Позже, когда расширяющаяся колонизация и торговля обеспечили доступ к более экзотическим породам древесины, тропические лиственные породы, включая кокосовое дерево (Brya ebenus) (из Карибского бассейна), эбеновое дерево (из Западной Африки, Южной и Юго-Восточной Азии) и африканское чёрное дерево (из Африки к югу от Сахары), стали стандартом в конце XVIII и начале XIX века. В наши дни синтетические материалы, особенно полиформальдегид, стали довольно популярными, особенно среди оркестров, где желательно единообразие чантеров.
Украшения на подставках для трубок могут быть изготовлены из: слоновой кости, рога, никеля, немецкого серебра, серебрения, нержавеющей стали, имитации слоновой кости (часто каталина или, возможно, бакелита, в зависимости от года изготовления трубок) или других экзотических пород дерева.

## Музыка
Гэльское слово pìobaireachd буквально означает «труба», но в английский язык оно вошло как piobaireachd или pibroch. На гэльском языке эта «великая музыка» великой хайлендской волынки называется ceòl mòr, а «лёгкая музыка» (например, марши и танцевальные мелодии) называется ceòl beag.
Ceòl mòr состоит из медленной «наземной» части (гэльск. ùrlar), которая представляет собой простую тему, затем серию все более сложных вариаций на эту тему и заканчивается возвращением на землю. Ceòl beag включает в себя марши (2
4, 4
4, 6
8, 3
4 и т. д.), танцевальные мелодии (особенно стратспеи, рилы, хорнпайпы и джиги), медленные мелодии и многое другое. Стиль ceòl mòr был разработан династиями волынщиков — Макартуры, Макгрегоры, Рэнкины и особенно Маккриммоны — и, по-видимому, возникли как отдельная форма в 17 веке.
По сравнению со многими другими музыкальными инструментами, великая хайлендская волынка ограничена своим диапазоном (девять нот), отсутствием динамики и принудительным стилем легато из-за непрерывного потока воздуха из мешка. Великая хайлендская волынка — это инструмент с закрытым язычком, что означает, что четыре язычка полностью заключены внутри инструмента, и игрок не может изменить звучание инструмента с помощью положения рта или языка. В результате ноты не могут быть разделены простым прекращением выдувания или прикусывания языка, поэтому для этой цели используются форшлаги и комбинации форшлагов, называемые «украшениями» (embellishments). Это более сложные орнаменты с использованием двух или более форшлагов, включая удвоения, таорлуаты, броски, захваты и берлы. Существует также набор украшений, обычно используемых для pìobaireachd, например, даре (dare), ведаре (vedare), чедаре (chedare), дарадо (darado), таорлуат (taorluath) и кранлуат (crunluath). Некоторые из этих украшений нашли свое применение в лёгкой музыке в течение XX века. Эти украшения также используются для акцентирования нот, например, чтобы подчеркнуть ритм ноты или другие шаблоны фразировки. Эти три одиночные форшлага (G, D и E) являются наиболее часто используемыми и часто воспроизводятся последовательно. Все форшлаги исполняются быстро, быстрыми движениями пальцев, создавая эффект, похожий на игру языком (Tonguing) или артикуляцию на современных духовых инструментах. Из-за отсутствия пауз и динамики вся выразительность в музыке на великой хайлендской волынке достигается за счёт использования украшений и в большей степени за счет изменения длительности нот. Несмотря на то, что большая часть музыки на великой хайлендской волынке очень ритмично регламентирована и структурирована, правильная формулировка всех типов музыки на великой хайлендской волынке в значительной степени зависит от способности исполнителя растягивать определённые ноты в пределах фразы или такта. В частности, структурированы основные ритмы и отступления от ритмов каждой фразы. Однако подразделения внутри каждого такта являются гибкими.
«До сих пор было предпринято мало попыток объединить волынку с классическими оркестровыми инструментами, в основном из-за конфликтов баланса и настройки», — сказал композитор Грэм Уотерхаус (Graham Waterhouse) о своей работе Chieftain’s Salute Op. 34a для великой хайлендской волынки и струнного оркестра (2001). «В этой пьесе был достигнут удовлетворительный баланс за счет размещения волынщика на некотором расстоянии от оркестра». В Orkney Wedding, With Sunrise (1985) Питера Максвелла Дэвиса также есть великолепное соло великой хайлендской волынке ближе к концу.
На волынках редко играют с другими инструментами из-за их настройки. Большинство других инструментов настроены на стандартную концертную частоту (440 Гц), в то время как волынка настроена примерно на 470—480 Гц. Высоту звука можно изменять, используя различные чантеры и язычки.

## Распространение в мире
Великая хайлендская волынка широко используется как солистами, так и оркестрами волынщиков (англ. Pipe band), как гражданскими, так и военными, и в настоящее время исполняется в странах по всему миру. Он особенно популярен в районах с большим количеством шотландских и ирландских иммигрантов, в основном в Англии, Канаде, США, Австралии, Новой Зеландии и Южной Африке.

### Таиланд
Великая хайлендская волынка была принята на вооружение в Таиланде; примерно в 1921 году король Рама VI заказал набор для сопровождения маршевых упражнений Корпуса диких тигров. Это было подразделение королевской гвардии, которое ранее тренировалось под звуки гобоя под названием пи чава.
Волынки прибыли с Британских островов с руководством пользователя, никто не смог понять, как на них играть, поэтому фаготист Кхун Саман Сианг-Праджак отправился в британское посольство и учился играть на инструменте с британскими солдатами, а затем стал инструктором для остальных солдат Корпуса. Группа, которая играет тайские, а также шотландские мелодии, до сих пор репетирует в средней школе Вачиравут в Бангкоке, которая названа в честь Рамы VI.

### Бретань
Во время Первой мировой войны некоторые бретонские волынщики, служившие во французской армии, вступили в контакт с волынщиками шотландских полков и привезли домой несколько великолепных шотландских волынок, которые бретонские волынкоделы начали копировать. Полиг Монжаррет возглавил внедрение великой хайлендской волынки в Бретани во время кельтского возрождения бретонской народной музыки 1920-х годов, изобретя багад — духовой ударный оркестр, включающую секцию биниу браз (брет. binioù bras), секцию бомбард, секцию барабанов, а в последние годы почти любую добавленную группу духовых инструментов, таких как саксофон, труба и тромбон.
Хорошо известные багады: Багад Кемпер, Кевренн Альре, Багад Бриг и Багад Кап Кавал. В Бретани большая хайлендская волынка известна как «биниу браз», в отличие от «биниу коз» (брет. Binioù kozh) — маленькой традиционной бретонской волынки.
Одним из примечательных достижений шотландской волынки в Бретани является создание немного более коротких гудков в C (шотландская «B»; см. Примечания по настройке выше), так что многие мелодии, исполняемые в этой тональности, будут сопровождаться гудением в тонике. Многие багадские волынщики держат два набора труб, один в стандарте B♭ (шотландский «A») и один в C, и целый набор может быть исполнен на C.